# 1867年3月6日日食
1867年3月6日日食为一次在协调世界时1867年3月6日出現的日環食。該次日食食分為0.9787，食甚維持1分57秒。

## 概述
這次日食的食分是0.9787，環食維持1分57秒。

## 基本參數
- 類型：日環食
- 食甚資料：
  - 日期：1867年3月6日
  - 時間：9時46分48秒
  - 地點：42N 18E
  - 食分：0.9787
  - 日環食持續時間：1分57秒

## 外部連結
- NASA日食專頁（页面存档备份，存于）（英文）